# Dòng chảy mặt

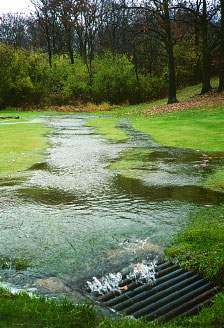
Dòng chảy mặt chảy vào cống thu nước mưa.

Dòng chảy bề mặt xảy ra khi đất có lượng nước cung cấp vượt quá độ thấm tối đa, nước này có thể là nước mưa, nước tan ra hoặc nước từ nguồn khác chảy qua đất. Đây là một phần chính của vòng tuần hoàn nước và là tác nhân của nước xói mòn.
Dòng chảy tạo ra trên bề mặt trước khi đạt được kênh thì có thể gọi là không đáng kể. Nếu một nguồn không đáng kể chứa chất gây ô nhiễm nhân tạo thì dòng chảy được gọi là nguồn gây ô nhiễm không đáng kể. Một diện tích hay một vùng được giới hạn bởi các đường phân thủy và được khống chế bởi một mạng sông được gọi là lưu vực thoát nước. Khi dòng chảy trên mặt đất, nó có thể nhận chất gây ô nhiễm như xăng, dầu thuốc trừ sâu hoặc phân bón mà trở thành nguồn xả ô nhiễm không đáng kể.
Ngoài gây xói mòn và ô nhiễm nước, dòng chảy mặt là nguyên nhân chính gây lũ lụt đô thị dẫn đến thiệt hại tài sản..